# Hutmen
Hutmen Spółka Akcyjna – dawne polskie przedsiębiorstwo hutnicze zajmujące się przetwórstwem miedzi i jej stopów, powstałe we Wrocławiu w 1918 roku.

## Akcjonariat
- 61,32% – Impexmetal SA
- 38,19% – pozostali akcjonariusze
- 0,49% – Skarb Państwa

## Historia
- 1918 – powstaje zakład „Schaefer & Schael” wytwarzający stopy łożyskowe, drukarskie i brązy
- 1945 – zakład zostaje zniszczony w trakcie działań wojennych
- 1946 – odbudowa zakładu, uruchomienie pierwszej produkcji
- 1947 – zakład zostaje oficjalnie wpisany do rejestru przedsiębiorstw
- 23 czerwca 1947 roku, zakład został oficjalnie wpisany do Rejestru Przedsiębiorstw Ministerstwa Przemysłu i Handlu pod nazwą Rafineria Metali „Wrocław”
- 31 grudnia 1949 roku zarządzenie o zmianie nazwy przedsiębiorstwa na Prasownia Metali i Rafineria „Wrocław”
- 1963 – przedsiębiorstwo zmienia nazwę na Zakłady Hutniczo-Przetwórcze Metali Nieżelaznych „HUTMEN”
- 2 marca 1992 – Hutmen Spółka Akcyjna zostaje wpisany do Rejestru handlowego po dokonaniu przekształcenia przedsiębiorstwa państwowego – Zakładów Hutniczo-Przetwórczych Metali Nieżelaznych „HUTMEN” w jednoosobową spółkę Skarbu Państwa
- 5 listopada 1997 – debiut na warszawskiej Giełdzie Papierów Wartościowych
- 1998–2000 – wdrożenie Zintegrowanego Systemu Zarządzania IFS Applications – moduł dystrybucji i finansów
- 2001–2002 – wdrożenie IFS Applications – moduł zarządzania produkcją
- luty 2004 – Impexmetal SA, największy udziałowiec spółki, zostaje przejęty przez Grupę Boryszew; nowym prezesem zostaje Jan Ziaja
- 2004–2005 – rozbudowa grupy kapitałowej Hutmen SA – zwiększanie udziałów w kapitałach Walcowni Metali „Dziedzice” i Hucie Metali Nieżelaznych „Szopienice”
- połowa 2006 – nowym prezesem spółki zostaje Andrzej Libold. Hutmen SA trzykrotnie podnosi prognozę zysku (16, 25 i wreszcie 40 mln PLN)
- 19 marca 2007 – podwyższenie kapitału zakładowego z kwoty 85 do 255 mln PLN w wyniku przeprowadzenia emisji akcji serii D
- kwiecień 2007 – wartość giełdowa Hutmenu osiągnęła poziom 600 mln PLN
- pierwsza połowa 2007 – menedżerowie HMN „Szopienice” zawierają spekulacyjne kontrakty terminowe na Londyńskiej Giełdzie Papierów Wartościowych, przewidując spadek cen miedzi, jednak ceny gwałtownie rosną, generując stratę około 50 mln PLN
- druga połowa 2007 – Hutmen SA planuje sprzedaż 13 ha ziemi w Katowicach; część produkcji ma zostać przeniesiona z Wrocławia do Czechowic-Dziedzic, zaś „uwolnione” w ten sposób grunty sprzedane inwestorom
- wrzesień 2008 – na Walnym Zgromadzeniu Akcjonariuszy zapada decyzja o likwidacji nierentownej HMN „Szopienice”. Ważność uchwały podważa Skarb Państwa
- listopad 2008 – na wniosek Skarbu Państwa sąd wstrzymuje likwidację HMN „Szopienice”
- kwiecień 2017 – wycofanie z obrotu na Giełdzie Papierów Wartościowych w Warszawie[1]
- 2021 – Grupa Boryszew – właściciel spółki – zapowiedziała jej likwidację[2]
- 2021 – pod koniec roku produkcja została zawieszona, pracę straciło 205 osób[3]
- sierpień 2022 – spółka MS Investment zakupiła 19-hektarowy teren Hutmenu[4]
- lipiec 2025 – na terenie dawnego Hutmenu powstała monumentalna ponadtrzynastometrowa drewniana rzeźba „Hutas”, której autorami są Michał Niedziewicz i Daniel Piątek[5]

## Galeria

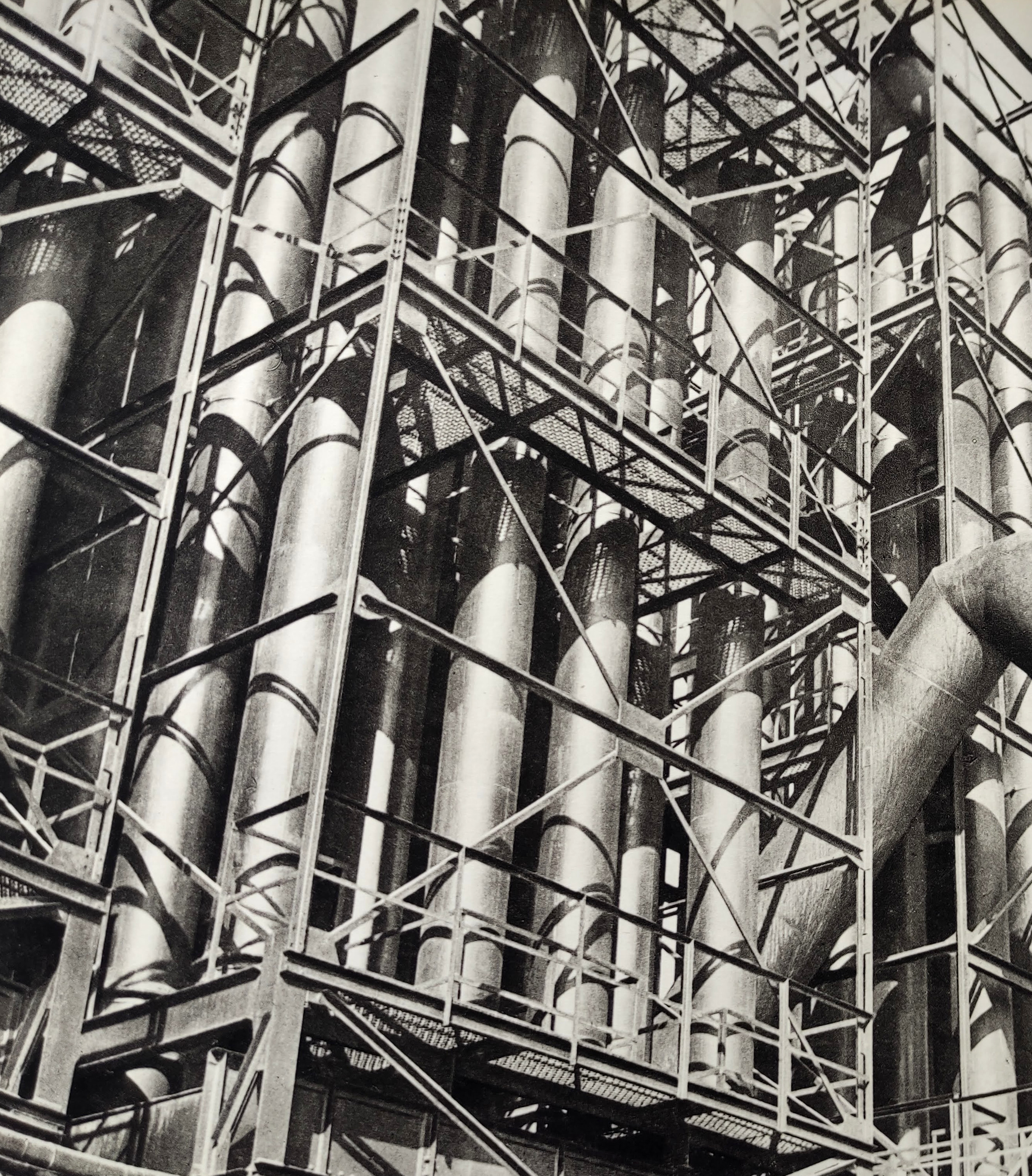
Urządzenie do chwytania pyłów
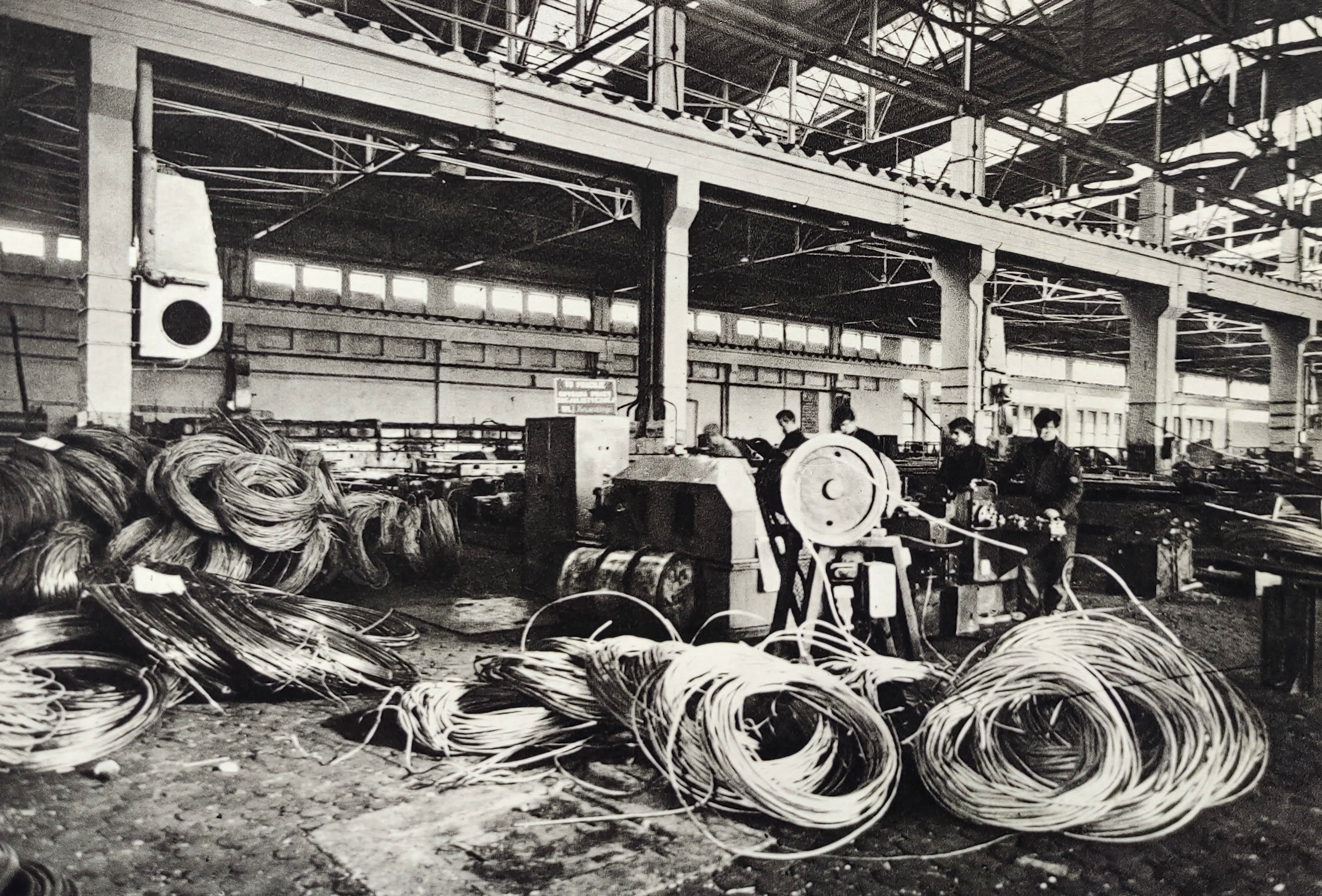
Oddział przeróbki plastycznej metali kolorowych
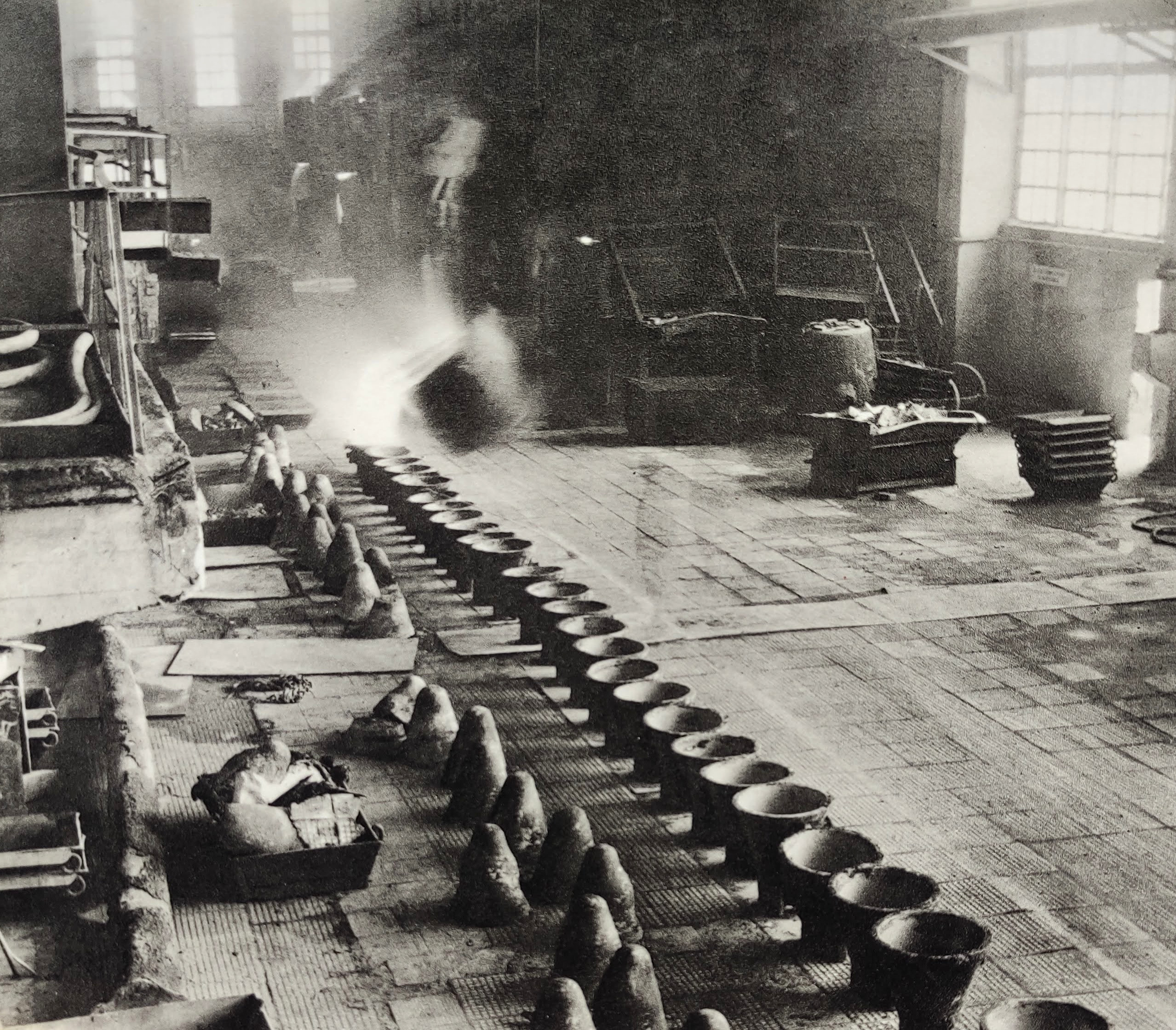
Spust miedzi
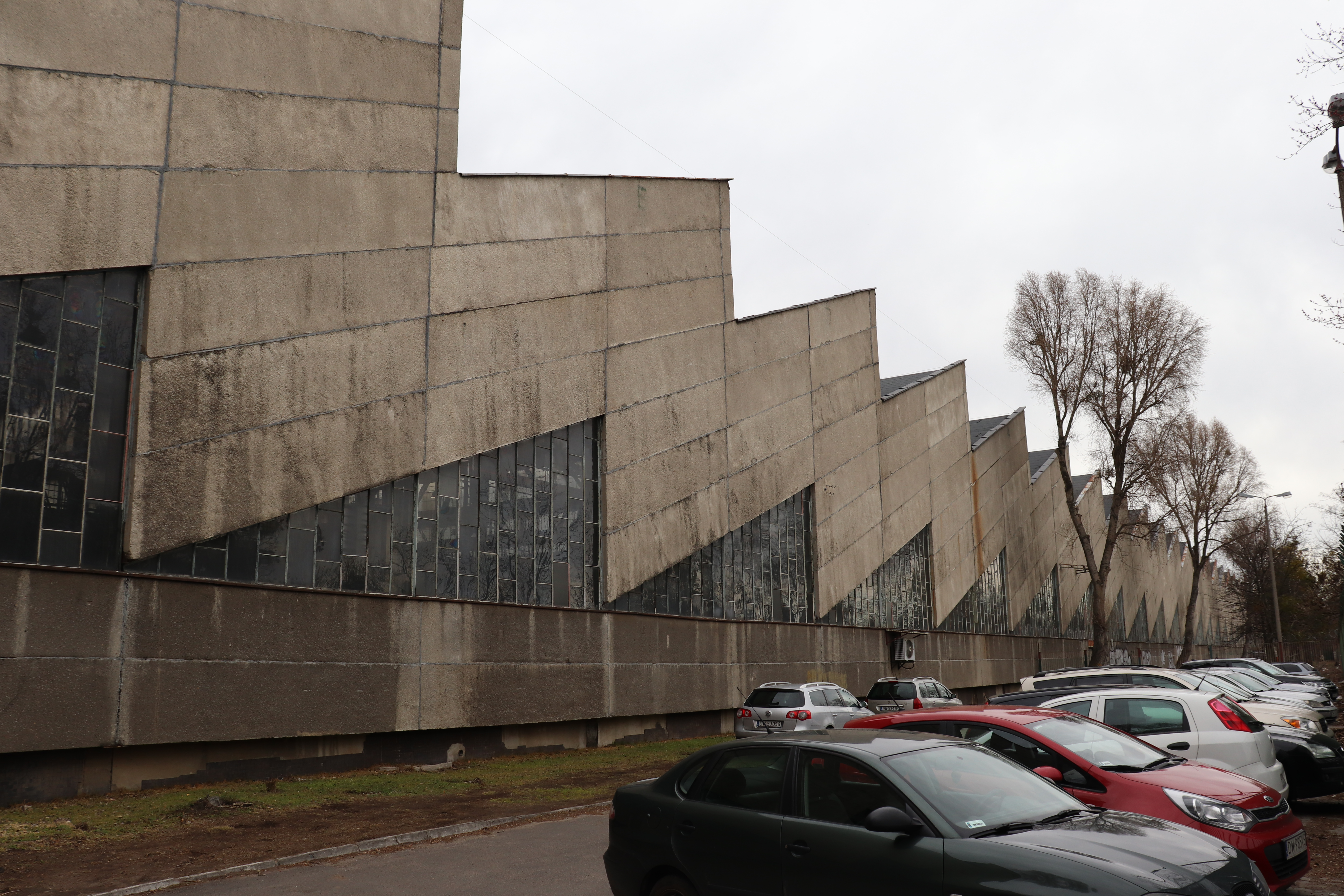
Charakterystyczna hala Hutmenu, proj. Jerzego Surmy, 1967-1970
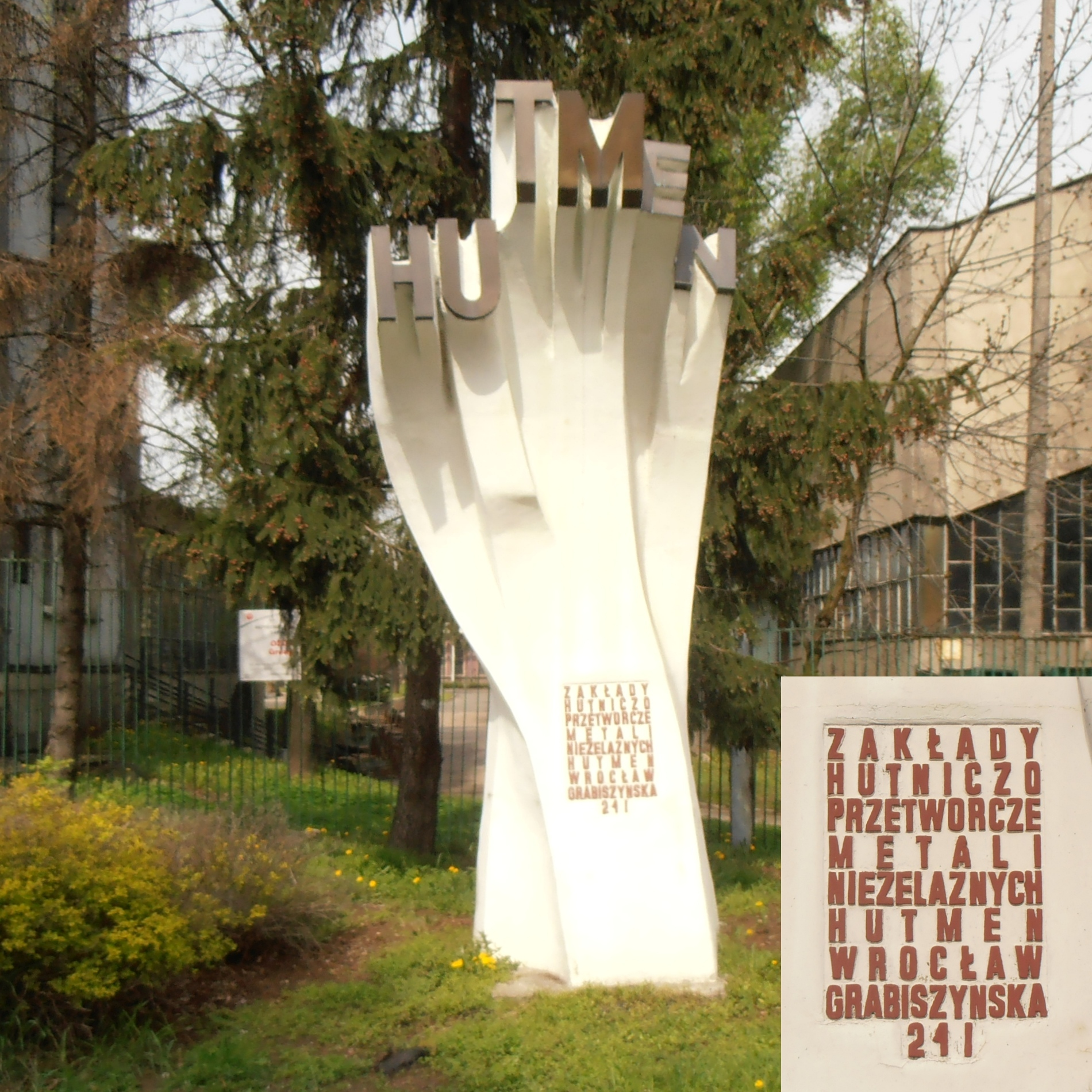
Rzeźba przy wejściu do zakładu